# Гарсия Эрнандес, Уго Хосе
У́го Хосе́ Гарси́я Эрна́ндес (исп. Hugo José García Hernández; 1 апреля 1941 года, Боконо, штат Трухильо, Венесуэла) — венесуэльский дипломат, посол Венесуэлы в Российской Федерации (2009—2012), Абхазии (2010—2012), Мексике (2013—2015).
Бывший военный, бригадный генерал, командир Уго Чавеса. Один из основателей Движения за Пятую республику.
Награждён орденом «27 июня», медалью Хуана Мануэля Кахигаля (Medalla Juan Manuel Cajigal), орденом «За трудовые заслуги» (Orden al Mérito al Trabajo).

## Биография
Родился 1 апреля 1941 года в городе Боконо, штат Трухильо. Обучался в лицее имени Хуана Баутиста Далла Коста. В 16 лет поступил в Военную Школу Венесуэлы, расположенную в Валье де Каркас, и закончил её в 1961 году в возрасте 20 лет. После этого продолжил карьеру в бронетанковых войсках. Параллельно Эрнандес занимался преподавательской деятельностью в высших военных учебных заведениях Венесуэлы. 
Бакалавр военных наук военной академии Венесуэлы, почётный магистр военных наук Высшей Школы сухопутных войск.
Занимал пост вице-президента Межамериканского совета обороны с 1989 по 1991 год.
Являлся Чрезвычайным и Полномочным Послом Боливарианской Республики Венесуэла в Российской Федерации с 2009 по 2013 год.